# Arcidiocesi di Cirro
L'arcidiocesi di Cirro (in latino Archidioecesis Cyrrhensis) è una sede soppressa del patriarcato di Antiochia e una sede titolare della Chiesa cattolica.

## Storia
Cirro, in Siria, le cui rovine si trovano nei pressi di Kilis nell'odierna Turchia, è un'antica sede sede metropolitana autocefala della provincia romana della Siria Eufratense nella diocesi civile d'Oriente e nel patriarcato di Antiochia.
Inizialmente suffraganea dell'arcidiocesi di Gerapoli, dopo il VI secolo fu elevata al rango di sede metropolitana autocefala senza suffraganee, come attestato da una Notitia episcopatuum del X secolo, che ne riprende una precedente del VI secolo.
Secondo una tradizione giacobita, la comunità cristiana di Cirro sarebbe stata fondata dall'apostolo Simone il Cananeo (o Simone zelota), che vi avrebbe costruito una chiesa, vi sarebbe morto e vi sarebbe stato sepolto.
Nelle immediate vicinanze di Cirro morirono i Santi Cosma e Damiano, i cui corpi, dopo il martirio (avvenuto nel 283), vennero riportati nella città e custoditi in quella che più tardi diverrà una basilica. A seguito di questo avvenimento alla città di Cirro venne dato il nome di Hagioupolis (città dei santi), toponimo che tuttavia non ebbe successo.
Il vescovo più celebre fu Teodoreto di Cirro (Antiochia, 393 circa - Cirro, 457 circa) i cui scritti testimoniano che all'epoca la diocesi conteneva più di 800 chiese. Tra queste, oltre alla basilica dei Santi Medici, v'era la chiesa dedicata ad un santo locale, Dionigi, identificato dai giacobiti con Dionigi l'Areopagita, a cui l'imperatore Anastasio I Dicoro aveva concesso diritto di asilo.
Altri vescovi noti di Cirro sono: Siricio, che prese parte al concilio di Nicea del 325; Abgar (latinizzato in Augaro), vescovo ariano che prese parte al concilio di Seleucia del 359; Asterio, altro vescovo ariano, è menzionato da Teodoreto all'epoca dell'imperatore Valente; sempre sotto questo imperatore è noto il vescovo Isidoro; nel 476 il vescovo Giovanni tenne un sinodo contro il patriarca monofisita di Antiochia Pietro Fullo; alla fine del V secolo la sede era occupata da un vescovo nestoriano, Sergio I; mentre nel 518 Sergio II, vescovo giacobita, fu deposto da un decreto dell'imperatore Giustino I.
La conquista araba della regione (prima metà del VII secolo) mise in fuga tutti i funzionari bizantini, vescovi compresi. Tuttavia, la comunità cristiana non scomparve: le fonti documentano la presenza di una serie di metropoliti giacobiti tra il IX e l'XI secolo.
Dal XVIII secolo Cirro è annoverata tra le sedi arcivescovili titolari della Chiesa cattolica; la sede è vacante dal 22 novembre 1966.

## Cronotassi

### Vescovi greci
- Siricio † (prima del 325 - dopo il 341)
  - Abgar (Augaro) † (menzionato nel 359) (vescovo ariano)
  - Asterio † (seconda metà del IV secolo) (vescovo ariano)
- Isidoro † (menzionato nel 381)
- Teodoreto † (423 - 457 deceduto)
- Giovanni † (menzionato nel 476)
  - Sergio I † (fine del V secolo) (vescovo nestoriano)
  - Sergio II † (? - 518 deposto) (vescovo giacobita)

### Arcivescovi titolari
- Carlo (Davide di San Carlo) Polodig, O.C.D. † (23 dicembre 1713 - 7 luglio 1714 deceduto)
- John Wallace † (30 aprile 1720 - 11 luglio 1733 deceduto)
- Ignazio Nasalli-Ratti † (17 dicembre 1819 - 25 giugno 1827 nominato cardinale presbitero di Sant'Agnese fuori le mura)
- Tiburtio Marcellino (Ludovico di Santa Teresa) Martini, O.C.D. † (30 settembre 1845 - 12 luglio 1883 deceduto)
- Nicolas Adames † (2 novembre 1883 - 13 febbraio 1887 deceduto)
- Louis-André Navarre, M.S.C. † (17 agosto 1888 - 17 gennaio 1912 deceduto)
- Ľudovít Szmrecsányi † (26 marzo 1912 - 20 ottobre 1912 succeduto arcivescovo di Eger)
- Joaquim José Vieira † (8 novembre 1912 - 8 luglio 1917 deceduto)
- Vilmos Batthyány † (16 dicembre 1920 - 24 novembre 1923 deceduto)
- Gennaro Cosenza † (2 gennaio 1930 - 20 marzo 1930 deceduto)
  - Giuseppe Pizzardo † (28 marzo 1930 - 22 aprile 1930 nominato arcivescovo titolare di Nicea) (arcivescovo titolare eletto)
- Ferdinando Fiandaca † (1º agosto 1930 - 18 febbraio 1941 deceduto)
- Juan José Aníbal Mena Porta † (14 giugno 1941 - 25 febbraio 1949 succeduto arcivescovo di Asunción)
- Sylvester Patrick Mulligan, O.F.M.Cap. † (16 agosto 1950 - 23 ottobre 1950 deceduto)
- Eris Norman Michael O'Brien † (11 gennaio 1951 - 16 novembre 1953 succeduto arcivescovo di Canberra)
- Guilford Clyde Young † (10 ottobre 1954 - 20 settembre 1955 succeduto arcivescovo di Hobart)
- Louis Henri Marie Ferrand † (17 aprile 1956 - 28 ottobre 1956 succeduto arcivescovo di Tours)
- Mário de Miranda Villas-Boas † (23 ottobre 1956 - 20 giugno 1959 nominato arcivescovo della Paraíba)
- José Rafael Pulido Méndez † (16 gennaio 1961 - 22 novembre 1966 succeduto arcivescovo di Mérida)